# آتیلا مولنار
آتیلا مولنار (رومانیایی: Attila Molnár؛ ۱۸۹۷ – نامشخص) بازیکن فوتبال اهل رومانی بود.
وی همچنین در تیم ملی فوتبال رومانی بازی کرده‌است.